# Laine de roche

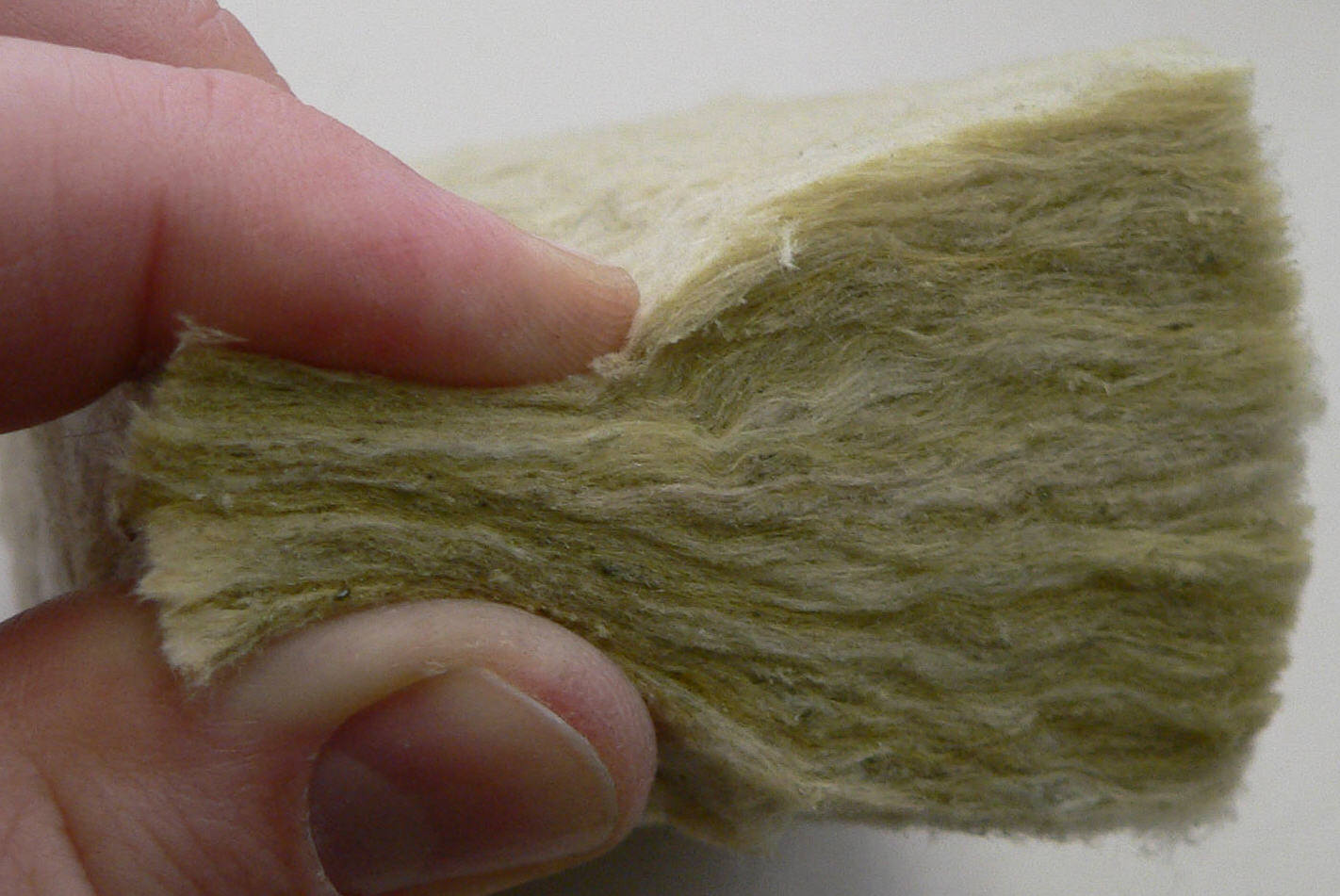
La laine de roche traitée se laisse écraser avant de reprendre son volume initial.

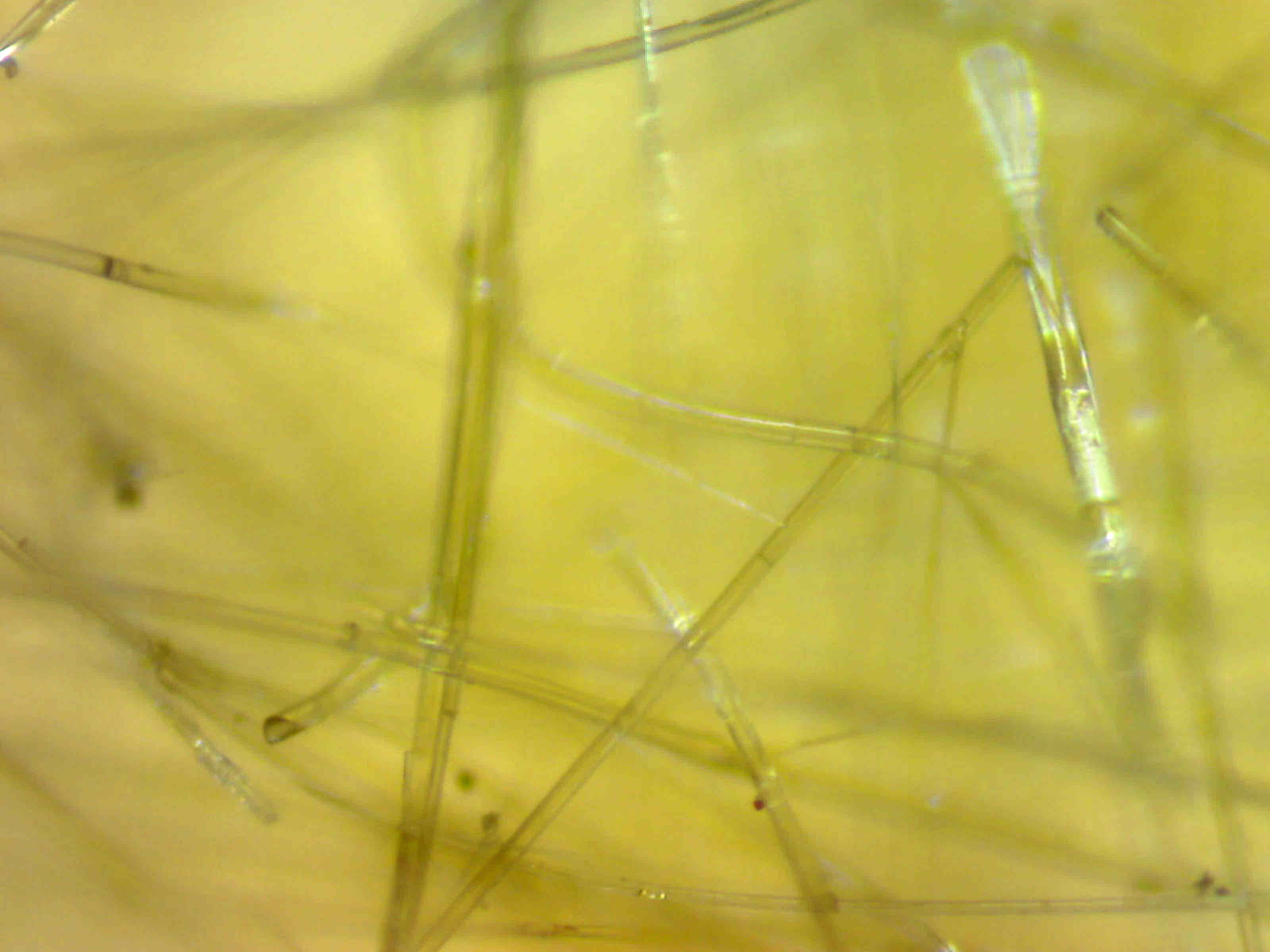
Laine de roche, vue au microscope.

La laine de roche est un matériau fibreux utilisé dans le bâtiment comme isolant thermique, isolant phonique et absorbant acoustique, ou pour la protection contre l’incendie. La laine de roche sert également de substrat agricole. Il s'agit d'une « laine minérale », issue essentiellement d'un matériau naturel, le basalte (une roche volcanique) transformé industriellement. Le terme laine de pierre est utilisé en Suisse. 

## Définition
La laine de roche se présente sous de nombreuses formes : flocons, rouleaux, panneaux semi-rigides et rigides, nus et revêtus, panneaux mono et double densité, complexes d’isolation, pour tous les types d’ouvrage (maisons, logements collectifs, bâtiments administratifs et tertiaires, bâtiments commerciaux, industriels et de stockage) et pour toutes les applications (toitures-terrasses béton et acier, bardages, combles perdus et aménagés, murs périphériques par l’intérieur et par l’extérieur, sols et planchers, cloisons et gaines techniques, cheminées).

## Origine
La laine de roche minérale manufacturée aurait pour origine l'observation des cheveux de Pélé, longs filaments formés par la lave du volcan Kīlauea (archipel d'Hawaï).

## Propriétés

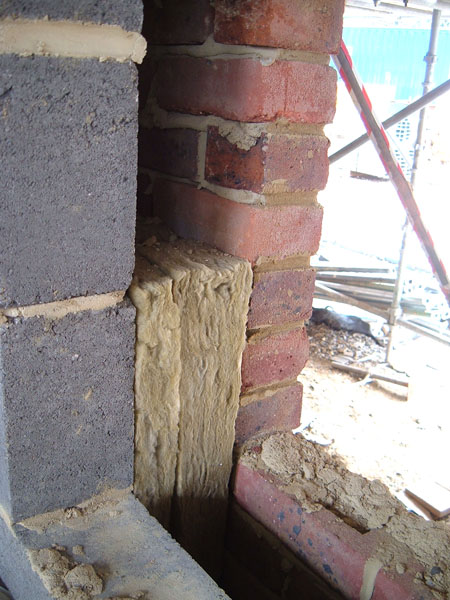
Isolation thermique d'un mur creux.

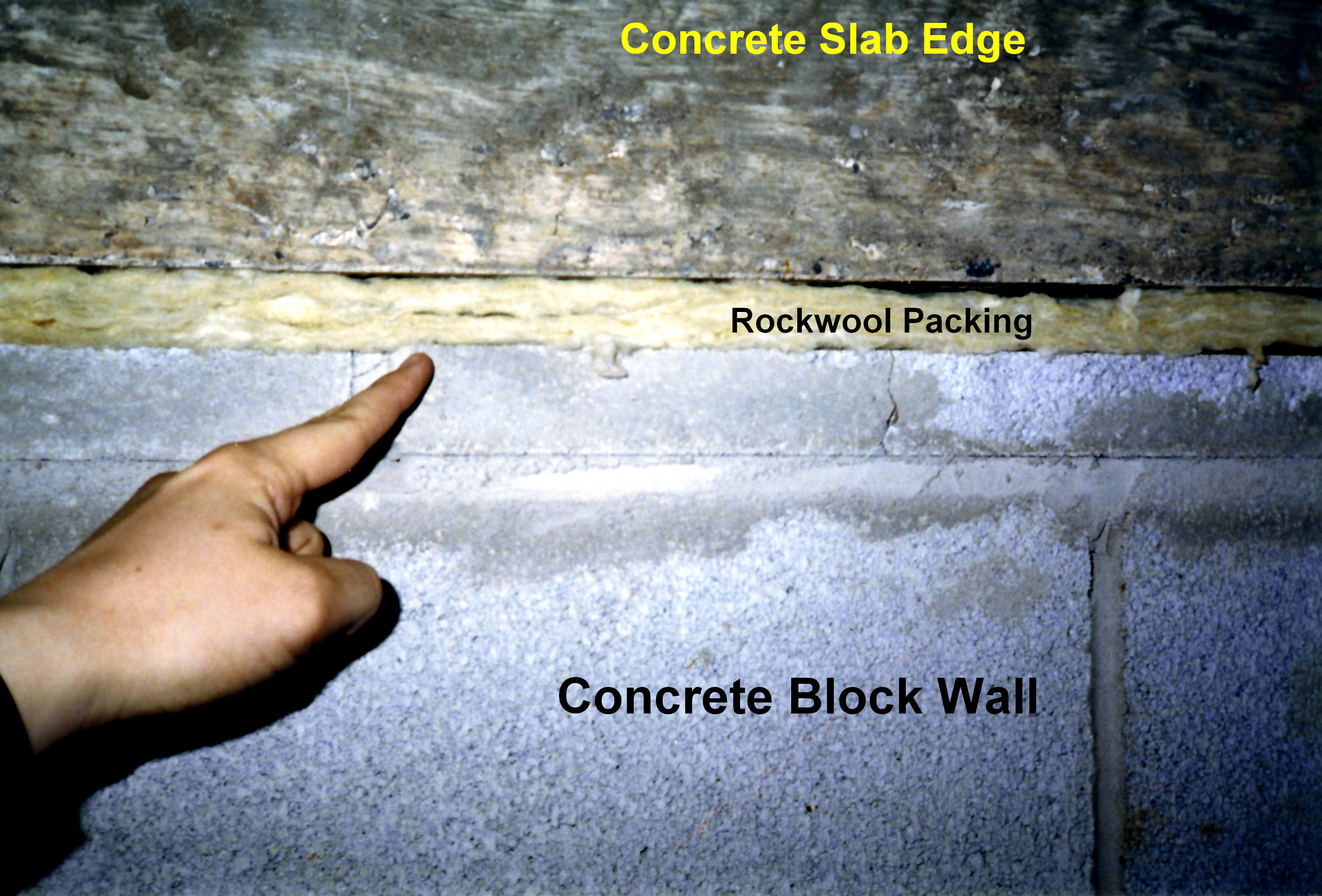
Joint de construction avec coupe-feu incomplet qui exige un calfeutrage supplémentaire.

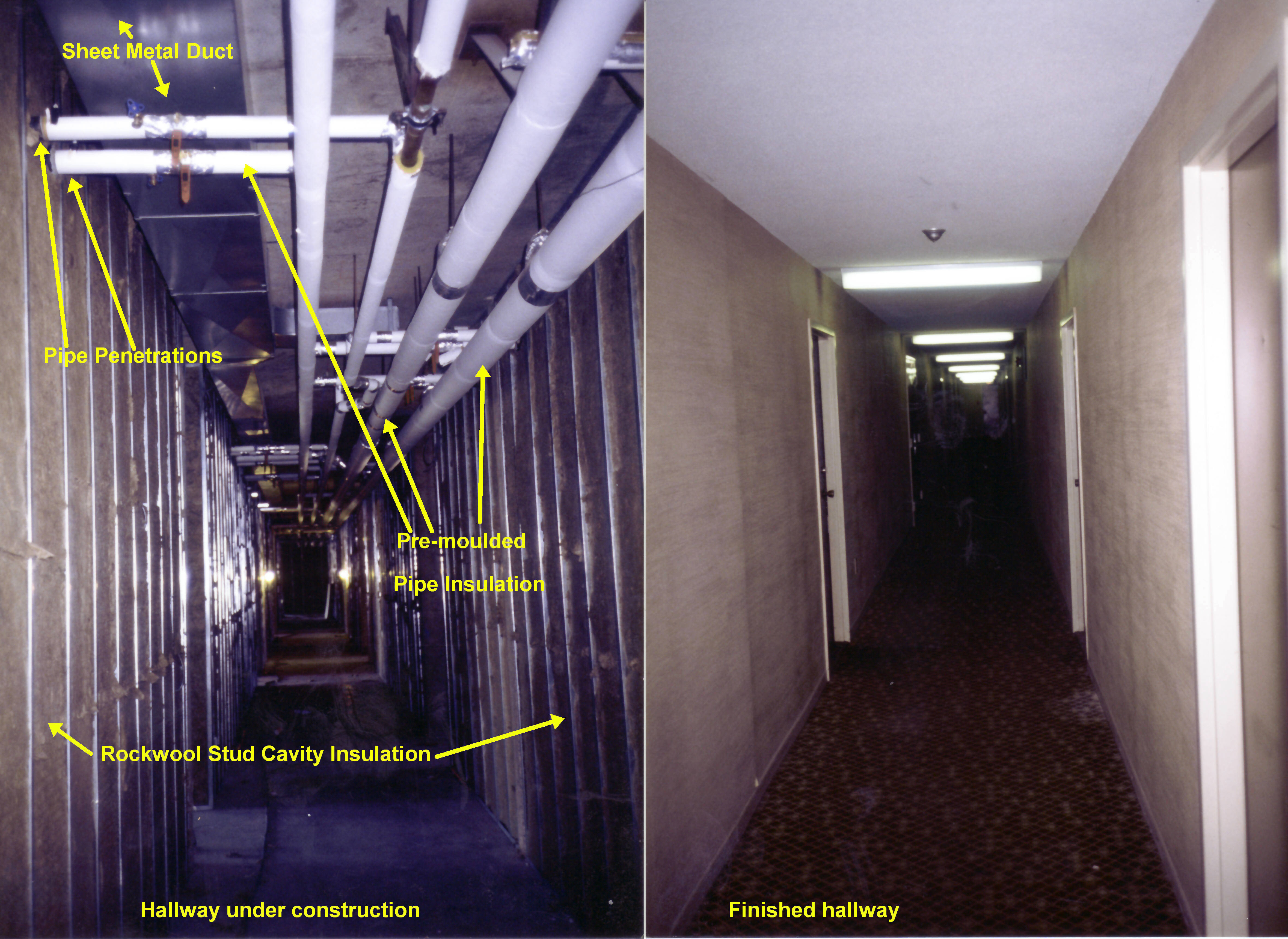
Isolation classique d'un couloir d'immeuble (rangées d'appartements).

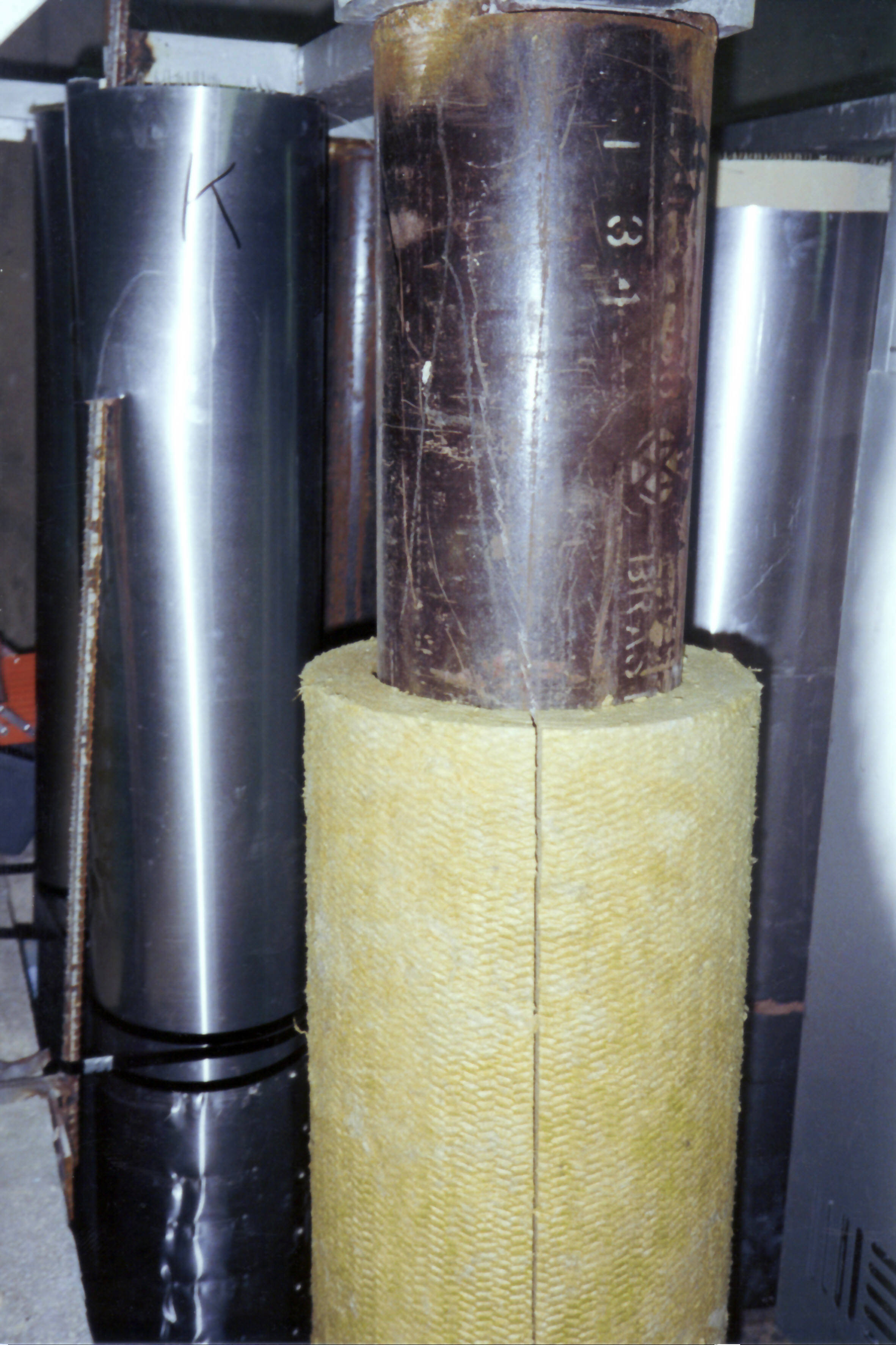
Manchon de laine minérale (ici positionné en vue d'un test de résistance au feu).

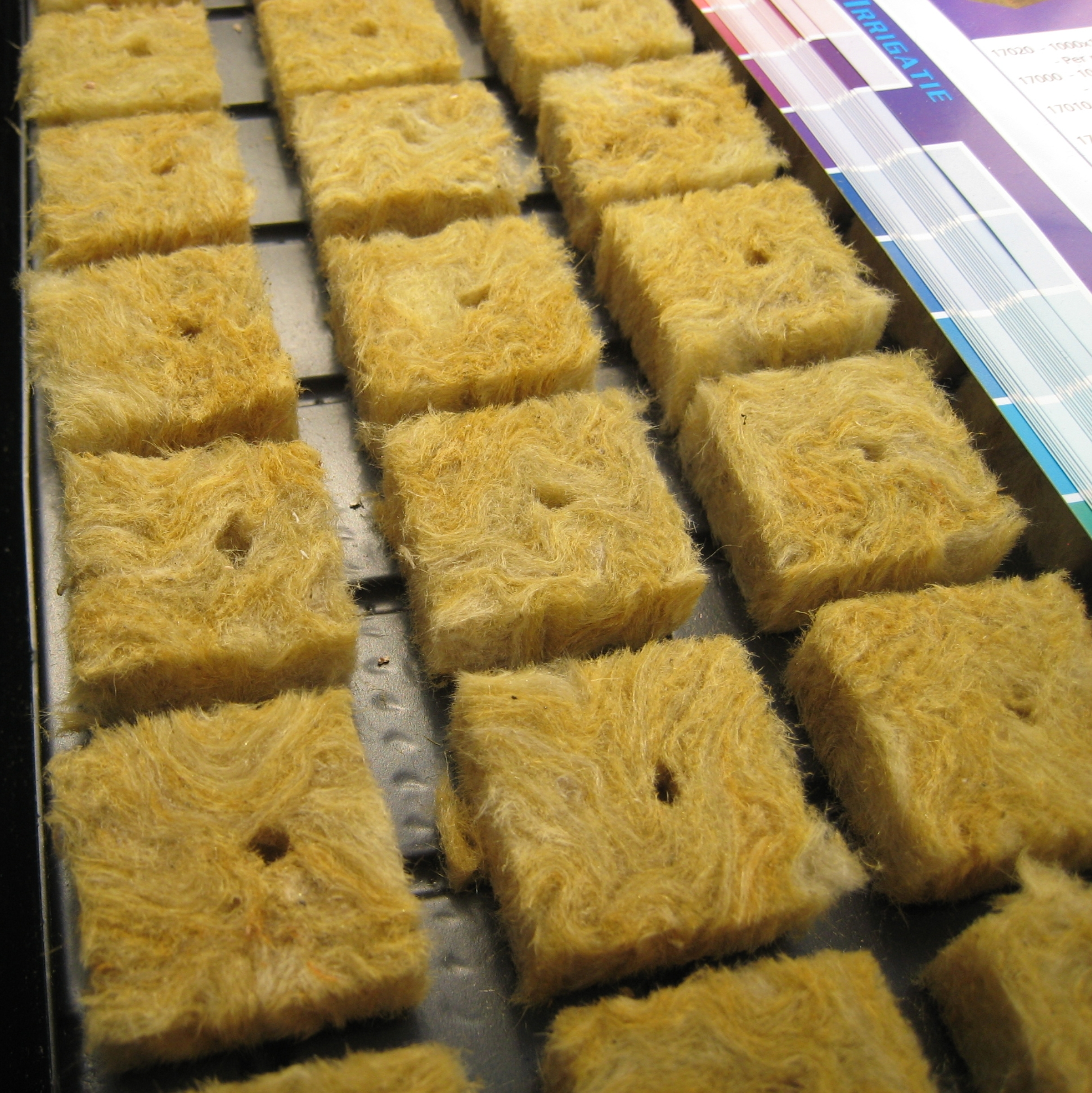
Parallélépipèdes de laine de roche préparés pour une culture hydroponique.

La laine de roche a des propriétés :
- d’isolation thermique. Grâce au grand nombre de cellules d’air concentré dans sa structure, la laine de roche possède un bon pouvoir isolant ;
- d’isolation phonique et d'absorption acoustique. La structure ouverte et enchevêtrée de la laine de roche dissipe naturellement l’énergie sonore : elle est aussi performante pour lutter contre les bruits aériens, les bruits d’impact ou les bruits d’équipements ;
- de protection incendie. Les solutions d’isolation en laine de roche résistent au feu et ne contribuent pas à son extension. Pour le critère de comportement au feu, la laine de roche nue bénéficie de l’Euroclasse A1, la meilleure performance dans la classification européenne des produits de construction. La laine de roche ne s’enflamme pas, ne propage pas les flammes et ne dégage pas de fumées toxiques[2] ;
- de résistance à l’eau. La laine de roche est hydrophobe. Grâce à sa structure non capillaire, la laine de roche laisse passer la vapeur d’eau mais ne craint pas les infiltrations de pluie ou de neige[3] : l’eau ruisselle à sa surface. La laine de roche est imputrescible. Elle n’est pas propice au développement des microorganismes.
- de résistance aux termites. Matériau d’origine minérale, la laine de roche n’apporte aucune nourriture aux insectes. C’est une barrière naturelle contre le développement des colonies de termites[3] ;

Les laines minérales présentent un effet de tassement avec le temps qui réduit leurs propriétés isolantes. Cet effet dépend du sens de la pose (horizontal, vertical ou en pente), du type de fixation (coincée entre chevrons ou fixation mécanique) de présence ou non d'humidité, du type d'isolant employé (les panneaux rigides sont "stables", contrairement aux rouleaux souples ou aux flocons).
Les laines minérales de roche sont certifiées par l’ACERMI.

## Utilisations
Permettant l'aération et laissant passer l'humidité et les sels minéraux et nutriments, la laine de roche est également utilisée comme substrat dans les cultures hydroponiques (cultures hors-sol), par exemple pour des fleurs à partir des années 1980 (ex : rosier, gerbera… ou pour des produits alimentaires (tomates ou concombre industrielles ou fraises sous serre par exemple).
De manière expérimentale, la laine de roche hydrophile (broyée) a été testée en sylviculture en complément du paillage comme substrat destiné à améliorer la rétention en eau du sol en culture forestière (sur chêne sessile [Quercus sessiliflora Salisb.] sur sol brun eutrophe), mais son usage hors du secteur du bâtiment s’est révélé peu probant.
Afin d'éviter les phénomènes de condensation dans l'isolant (en cas d'isolation par l'intérieur ou entre chevrons), la pose d'un pare-vapeur continu est nécessaire.

## Fabrication de la laine de roche
La laine de roche est issue principalement du basalte, une roche volcanique noire présente dans de nombreuses régions du monde.
On utilise aussi du laitier de haut fourneau, intéressant à la fois par sa composition chimique et par le fait que ce produit, qui est calciné, libère moins de gaz à effet de serre lorsqu'il est chauffé.
Elle est obtenue par fusion dans un four chauffé au coke, appelé cubilot, à 1 460 °C. Le matériau liquide qui en sort est donc une lave de basalte qui est centrifugée, soufflée ou extrudée.
Dès leur constitution, les fibres sont enrobées de résine à base d'urée-formol et d'une huile d’imprégnation, avant de passer dans une étuve pour y être polymérisé, et rendre le produit stable et hydrophobe.

## Risques et dangers pour la santé
Les laines minérales de roche sont exonérées de tout classement cancérogène d’après la note Q du règlement (CE) n°1272/2008. La certification européenne EUCEB permet de donner les garanties quant au respect des critères d’exonération. Les consommateurs peuvent choisir en sécurité des produits non classés puisque le logo EUCEB est apposé sur les emballages des produits.
Le Centre international de recherche sur le cancer (CIRC) dépend de l'OMS (Organisation mondiale de la santé). Il a fait évoluer en 2001 le classement des fibres constituant les laines minérales de verre, de roche et de laitier du groupe 2B « peut être cancérogène pour l'homme » au groupe 3 « ne peut être classé quant à sa cancérogénicité pour l'homme. » Mais l'absence de preuve ne veut évidemment pas dire que le risque de cancer est exclu, le principe de précaution veut que l'on mette au moins un masque et des gants pour le manipuler.
À noter que les laines minérales ne sont plus classées irritantes pour la peau (suppression du classement R 38). En effet, la 31e adaptation de la directive européenne 67/548/CEE de janvier 2009 a entériné la disparition de ce caractère irritant car il s’agit d’une irritation mécanique et non chimique (qui disparaît après rinçage à l’eau). Cette décision a été approuvée par la Commission européenne. Aucun pays n’interdit donc les laines de roche.
Des cas d'allergies cutanées ou d'asthme sont néanmoins signalés chez les utilisateurs de ce type de matériaux. Le Bureau international du travail a publié en 2001 des recommandations quant aux bonnes pratiques pour les travaux de pose, découpe et dépose de laines minérales.